# Guillotière - Gabriel Péri (metrostation)
Guillotière - Gabriel Péri is een metrostation aan lijn D van de metro van Lyon, in het 3e arrondissement van de Franse stad Lyon. In Guillotière kan overgestapt worden op lijn 1 van de tram van Lyon.
Oorspronkelijk is dit station op 9 september 1991, bij het in werking treden van lijn D, geopend onder de naam 'Guillotière'. In 2007 is besloten daar de naam aan toe te voegen van het plein waar dit station onder ligt.
Door de aanwezigheid van een rioolbuis vrij dicht onder het straatniveau, ligt dit station wat dieper dan de meeste stations in de stad. Direct onder straatniveau is er wel een verdieping met een inkomsthal en een brug waarop de sporen overgestoken kunnen worden.
Het station bedient de wijk Guillotière, waar de chinatown van Lyon deel van uitmaakt. Verder zijn vanaf dit station de oevers van de Rhône goed te bereiken. Door de nabijheid van een aantal faculteiten van de Universiteit Lumière Lyon II en van de Universiteit Jean Moulin Lyon III wonen er veel studenten in de wijk.